# Synclera himachalensis
Synclera himachalensis là một loài bướm đêm trong họ Crambidae.